# Whenever You're Near
«Whenever You're Near» («Щоразу, коли ти поруч») — пісня, написана Джеком Блейдсом та Томмі Шоу й випущена американською співачкою та акторкою Шер у 1993 році.

## Історія
«Whenever You're Near» була однією з трьох пісень, записаних спеціально для першої європейської збірки Шер «Greatest Hits: 1965—1992». Пісня вийшла як другий сингл альбому у Великій Британії, де вона на один тиждень потрапила у UK Singles Chart, досягнувши максимальної 72-ої сходинки. Пісня була випущена в трьох форматах: CD, 7- і 12-дюймове LP. дюймовий дюймовий диск із зображеннями.

## Оцінки критиків
AllMusic назвав цю пісню «сміливою».

## Трек-лист
- Європейський 7-дюймовий LP і касетний сингл

1. «Whenever You're Near» — 4:04
2. «Could've Been You» — 3:26

- Європейський 12-дюймовий LP і CD сингл

1. «Whenever You're Near» — 4:04
2. «I'll Never Stop Loving You» — 3:57
3. «Could've Been You» — 3:26
4. «You Wouldn't Know Love» — 3:30

## Чарт
| Чарт (1993)                        | Позиція |
| ---------------------------------- | ------- |
| Велика Британія (UK Singles Chart) | 72      |